# Roy Stepanov
Roy Stepanov (hebräisch רועי סטפנוב; * 2. Juni 1999 in Afula, Israel) ist ein kanadisch-israelischer Tennisspieler.

## Persönliches
Stepanov wurde in Israel geboren, zog aber mit seiner Familie in jungen Jahren nach Kanada. Zunächst lebte er in Nova Scotia, bevor er im Alter von 13 Jahren ein Stipendium an der Ace Academy von Pierre Lamarche in Burlington, Ontario erhielt.
Stepanov besitzt die kanadische und israelische Staatsbürgerschaft. Bis Mai 2023 spielte er für Tennis Canada, entschied sich dann jedoch, für sein Geburtsland Israel anzutreten. Ein entscheidender Faktor für diesen Wechsel war die Möglichkeit, im Davis Cup anzutreten.

## Karriere
Stepanov spielte nur wenige Matches auf der ITF Junior Tour und blieb in der Juniorenrangliste außerhalb der Top 1000.
Nach dem Abschluss der Schule entschied sich Stepanov, zunächst an der Lamar University zu studieren, wechselte jedoch nach einem Jahr zur Wingate University. Dort schloss er 2021 mit einem Bachelor in Finanzwissenschaft ab. Für sein Master-Studium ging er bis 2022 an die Southeastern University. Während seines Studiums spielte er fünf Jahre lang College Tennis.
Zu Beginn seiner Karriere nahm Stepanov ausschließlich im Doppel bei Profiturnieren teil. Erst nach seinem Abschluss im Jahr 2022 trat er regelmäßig bei Turnieren an und konnte bereits im ersten Jahr erste Erfolge auf der drittklassigen ITF Future Tour erzielen. Auch im Jahr 2023 spielte er vorwiegend auf der Future Tour und gewann seine ersten beiden Titel, was ihm am Ende der Saison Platz 342 in der Weltrangliste einbrachte. Anfang 2024 sicherte er sich seinen dritten Future-Titel und feierte zudem seinen ersten Erfolg auf der ATP Challenger Tour. Beim Challenger in Santos gewann er mit seinem Partner Andrés Urrea die ersten beiden Runden, bevor er sowohl im Halbfinale als auch im Finale kampflos weiterkam, was ihm den Turniersieg einbrachte. Im weiteren Verlauf des Jahres erreichte Stepanov mit Luís Britto das Halbfinale des Turniers in Pozoblanco. Sein Ranking verbesserte sich bis auf Platz 279.
Im September 2024 spielte Stepanov sein erstes Match für die israelische Davis-Cup-Mannschaft in der Begegnung gegen die Ukraine. Gemeinsam mit Daniel Cukierman verlor er im Doppel.

## Erfolge
| Legende (Anzahl der Siege) |
| Grand Slam                 |
| ATP Finals                 |
| ATP Tour Masters 1000      |
| ATP Tour 500               |
| ATP Tour 250               |
| ATP Challenger Tour (1)    |

### Doppel

#### Turniersiege
| Nr. | Datum        | Turnier | Belag | Partner      | Finalgegner                 | Ergebnis |
| --- | ------------ | ------- | ----- | ------------ | --------------------------- | -------- |
| 1.  | 11. Mai 2024 | Santos  | Sand  | Andrés Urrea | Hady Habib Trey Hilderbrand | kampflos |